# Kirbachhof
Der Weiler Kirbachhof gehört zum Ortsteil Ochsenbach der Gemeinde Sachsenheim im baden-württembergischen Landkreis Ludwigsburg.

## Geographie
Kirbachhof liegt etwas nördlich des Kirbachs zwischen Ochsenbach und Häfnerhaslach im Naturpark Stromberg-Heuchelberg.

## Geschichte

Kirbachhof vom Osten aus gesehen (2011)

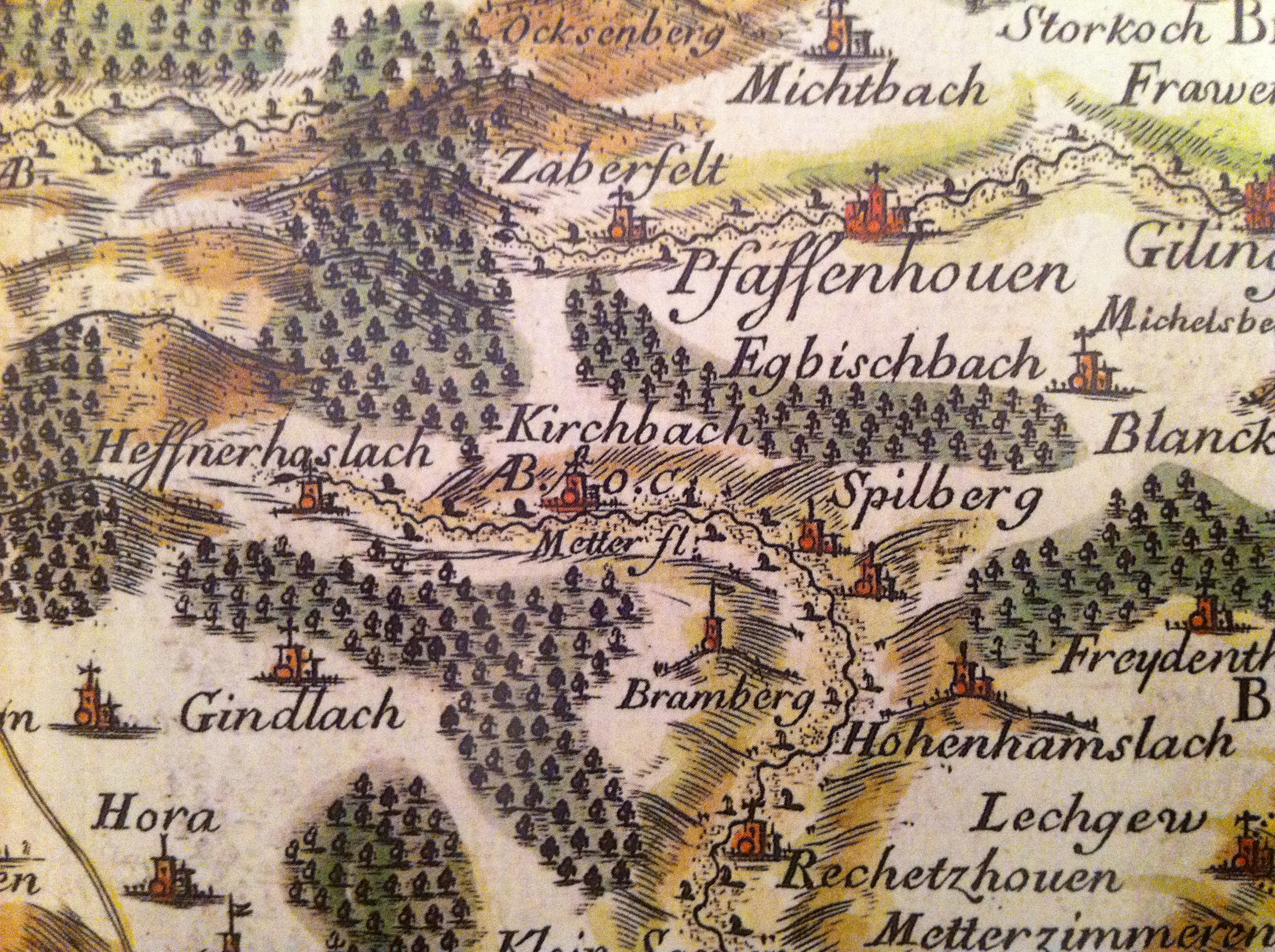
Karte vom Kirbachtal von Henri Sengre (1682)

Karte des Tiergartens im Kirbachhof von Johann Majer ca. 1668

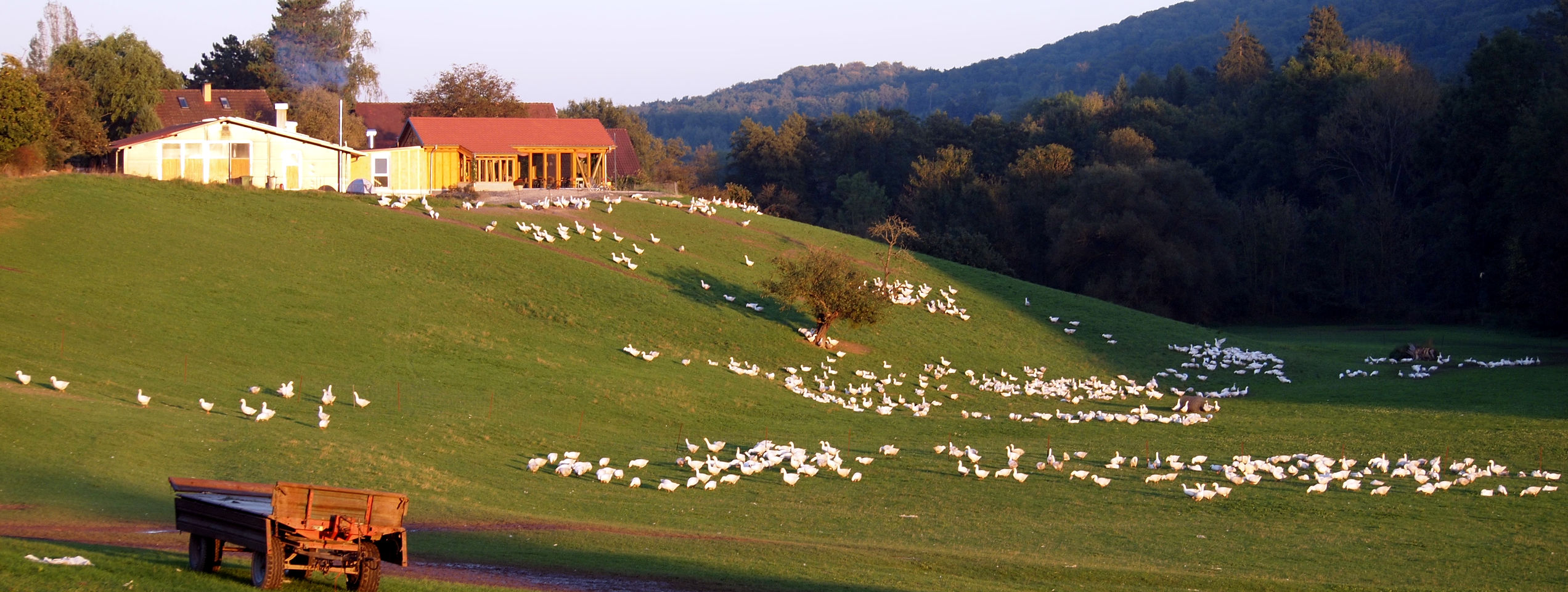
Gänse-Haltung beim Kirbachhof

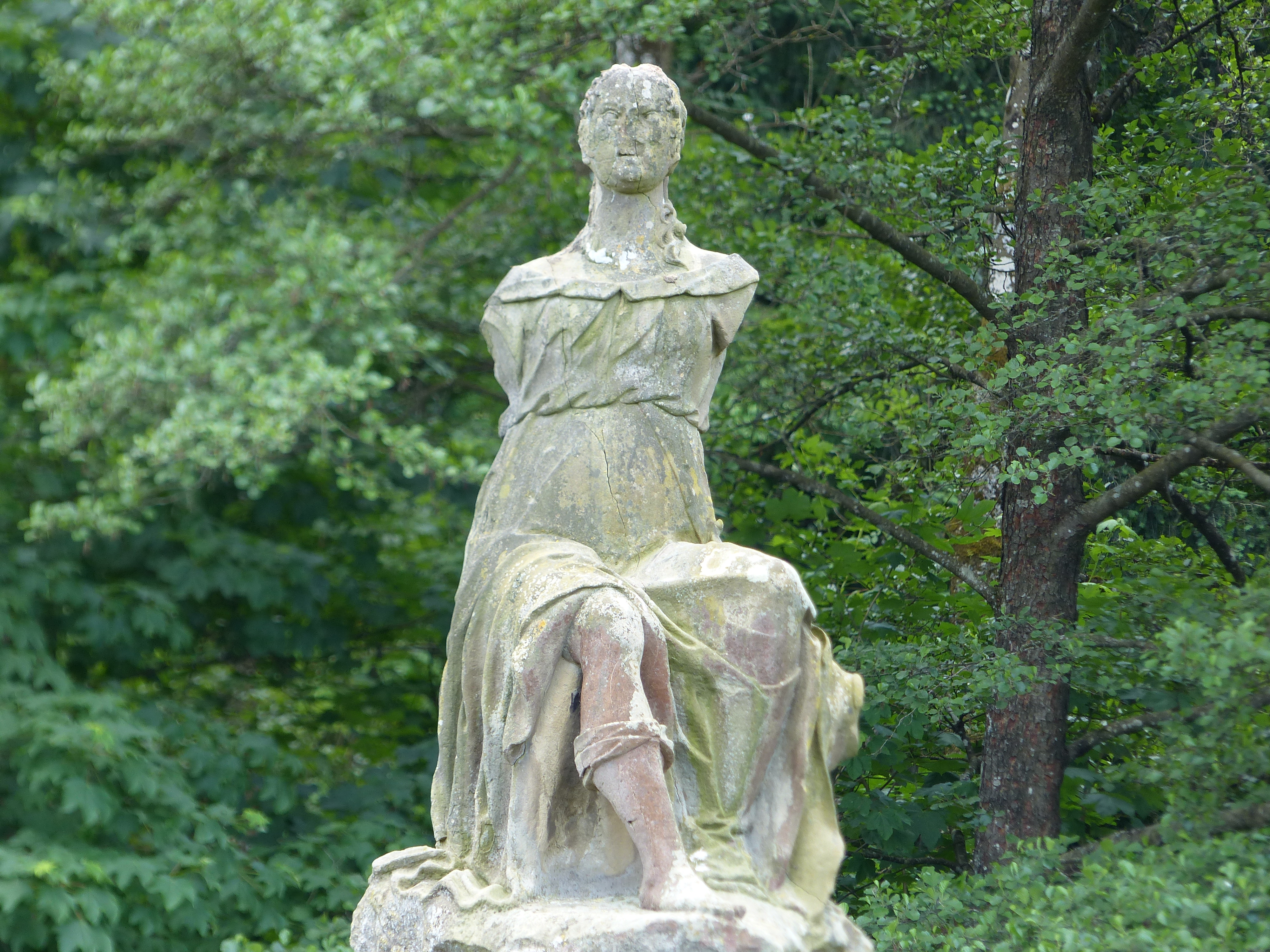
„Kibannele“, Statue der Göttin Kybele oder Diana im Ovalsee

Die Gründungsgeschichte der Propstei „Kirchbach“ ist etwas unklar. Während Abt Tubingius von Blaubeuren die Gründung den Pfalzgrafen von Tübingen als spätere Grablege zuschrieb (er will 1521 noch Grabsteine, Urnen und Grabplatten gesehen haben), so ist die Stiftung durch Markgraf Hermann von Baden und seiner Frau Judith sowie Hummel von Lichtenberg an das Benediktinerkloster Odenheim im Bistum Speyer wahrscheinlicher (1158). Urkundlich erwähnt werden 1266 Schenkungen von Gütern in Kürnbach und Itzingen an die Propstei durch Adelheid von Liebenstein.
1442 wurde die Propstei Kirbachhof im Konvent von Odenheim an das Kloster Mariental in Frauenzimmern für 2.250 rheinische Gulden verkauft, weil diese in den vergangenen Jahren ziemlich in Abgang gekommen und ihnen zu entlegen ist. Ein Jahr später verlagerten die Zisterzienserinnen ihren Sitz von Frauenzimmern in den Kirbachhof, welcher damit zum Kloster wurde.
Bereits 1444 musste das Kloster den drei Kilometer westlich gelegenen Ort Häfnerhaslach für 1.000 rheinische Gulden an den Grafen Ludwig von Württemberg verkaufen und stellte sich dabei unter württembergische Herrschaft. Infolge von Misswirtschaft – im Laufe der Jahre müssen immer wieder große Teile des Besitzes verkauft werden – kam es im Jahr 1543 zur Auflösung des Klosters. 1556 ließ Herzog Christoph das Kirchengebäude wegen Baufälligkeit abbrechen. Im Zuge der Reformation ab 1562 wurden die inzwischen verlassenen Klostergebäude Forstamtssitz (Verlagerung der Strombergforstmeisterei von Sternenfels) und württembergisches Hofgut.
In den 1660er Jahren ließ Herzog Eberhard III. von Württemberg östlich des Kirbachhofes für die herzogliche Jagd einen 200 Morgen großen Tiergarten mit einem Ovalsee anlegen und ein Schloss bauen. Das Schloss wurde – vermutlich nach einem Brand – in der Ägide Herzog Carl Eugens 1750 wieder abgebrochen.
Der Hof befand sich im Staatsbesitz und stand nach 1806 unter der Verwaltung der Oberfinanzkammer. Im Rahmen eines Tauschs erwarb König Wilhelm I. 1820 den Kirbachhof als privates Eigentum, das von der Hofdomänenkammer verwaltet wurde. Während des 19. Jahrhunderts umfasste die Domäne 106 Hektar. Seit 1924 wurde das Domänengelände in Einzelgrundstücken an Bürger der umliegenden Gemeinden verpachtet.
Im Zweiten Weltkrieg kam es am 7. April 1945 zu einem Artilleriegefecht zwischen französischen und abziehenden deutschen Truppen im Kirbachhof. Dabei wurden alle landwirtschaftlichen Gebäude zerstört, nur das unter Denkmalschutz stehende Forstamt und das Försterhaus blieben erhalten. 1947 wurde hier – bedingt durch den Zuzug katholischer Flüchtlinge – unter Pfarrer Otto Langer der erste katholische Gottesdienst seit der Reformation für die umliegenden Gemeinden gefeiert.
In den 1960er Jahren kam es zur Teilaussiedlung zweier Höfe in den Kirbachhof.
Am 1. September 2011 lebten im Kirbachhof 21 Personen in fünf Familien, er beherbergt vor allem landwirtschaftliche Betriebe.

## Sehenswürdigkeiten
- Ehemaliges Gutshaus von 1837 (jetzt Forsthaus) – ein stattlicher, verputzter Massivbau mit Fachwerkgiebeln und Zwerchhäusern im Schweizerstil.
- Kibannele, eine um 1668 datierte Sandsteinstatue der antiken Fruchtbarkeitsgöttin Kybele oder der römischen Jagdgöttin Diana im Ovalsee.